# Old Boys Club
Old Boys & Old Girls Club, simplemente conocido como Old Boys, es un club multideportivo uruguayo, con sede en Carrasco (Montevideo). Fundado el 19 de abril de 1914 por exalumnos del colegio The British Schools, está filiado a la Unión de Rugby del Uruguay.
Es muy conocido por su equipo de rugby, pero en el club además se practica fútbol, tenis, squash, hockey sobre césped.
En fútbol se encuentra afiliado a la Liga Universitaria de Deportes.

## Historia
El colegio The British Schools de Montevideo fue fundado en 1908. Los primeros alumnos egresados decidieron crear un club deportivo y social: el Old Boys Club, fundado el 14 de abril de 1914. Las alumnas hicieron lo mismo unos años después y fundaron el Old Girls Club en 1937. Ambos clubes se fusionaron en 2005.
Hoy en día, el club se encuentra en el barrio de Carrasco, en las instalaciones de la escuela.

## Rugby
Después de un partido amistoso de rugby contra los exjugadores de los británicos CC en Montevideo en 1948, Old Boys decidió iniciar una sección de rugby. Sólo dos años más tarde, Los azulgranas ganaron el primer título nacional en 1950.
El Rugby pronto se convertiría en el deporte principal del club, siendo uno de los mejores del Uruguay y habiendo ganado el Campeonato Uruguayo de Rugby 15 veces.
Los principales rivales de Old Boys son Old Christians, considerado el superclásico del rugby uruguayo por historia y Carrasco Polo por su arrollador juego a partir de la década de 1990.
El club creó el Seven de Punta del Este, se trata del torneo más importante del Uruguay en la modalidad de rugby 7 y que ha adquirido fama internacional por ser etapa del Circuito de Seven de IRB. La primera edición se celebró en 1989 cuando era un torneo solo de clubes y fue ganado por los azulgranas, en 2003 levantó nuevamente la copa.

### Palmarés
- Campeonato Uruguayo de Rugby (16): 1950, 1952, 1956, 1957, 1959, 1962, 1963, 1964, 1965, 1967, 1968, 1969, 1975, 2010, 2013, 2021 2013.[3]

- Seven de Punta del Este (2): 1989 y 2003.[4]